# Funció additiva
En matemàtiques el terme funció sumativa té dues definicions diferents, depenent del camp específic d'aplicació.
En àlgebra una funció additiva (o aplicació additiva) és una funció que conserva l'operació d'addició:
f(x + y) = f(x) + f(y)
per a dos elements qualssevol x i y en el domini. Per exemple, qualsevol aplicació lineal és additiva. Quan el domini són els nombres reals, això és l'equació funcional de Cauchy.
En teoria de nombres, una funció additiva és una funció aritmètica f(n) de l'enter positiu n tal que quan sigui que a i b són coprimers, la funció del producte és la suma de les funcions:
f(ab) = f(a) + f(b).
Per a un cas específic de la primera definició veure polinomi d'additiu. Fixeu-vos també que qualsevol homomorfisme f entre grups abelians és "additiu" segons la primera definició.

## Completament additiu
Un funció additiva f(n) es diu que és completament additiva si f(ab) = f(a) + f (b) es compleix per a tots els enters positius a i b, no tan sols quan són coprimers. Totalment additiu és també es fa servir en aquest sentit per l'analogia amb les funcions totalment multiplicatives. Si f és una funció completament additiva llavors f (1) = 0.
Cada funció completament additiva és additiva, però no viceversa.

## Exemples
Exemple de funcions aritmètiques que són completament additives són:
- La restricció de la funció logarítmica a N.

- La multiplicitat d'un factor primer p en n, és a dir l'exponent més gran m per al que pm divideix n.

- a 0(n) - la suma de nombres primers que divideix n contant la multiplicitat, a vegades anomenada sopfr(n), la potència de n o el logaritme d'enter de n (successió [{{fullurl:OEIS:{{{id}}}}} {{{id}}}] a l'OEIS). Per exemple:

a0(4) = 2 + 2 = 4
a0(20) = a0(2² · 5) = 2 + 2+ 5 = 9
a0(27) = 3 + 3 + 3 = 9
a0(144) = a0(24 · 3²) = a0(24) + a0(3²) = 8 + 6 = 14
a0(2,000) = a0(24 · 53) = a0(24) + a0(53) = 8 + 15 = 23
a0(2,003) = 2003
a0(54,032,858,972,279) = 1240658
a0(54,032,858,972,302) = 1780417
a0(20,802,650,704,327,415) = 1240681
- La funció Ω(n), definia com el nombre total de factors primers de n, contant els factors múltiples vegades, a vegades anomenada la "Funció Omega majúscula" (successió [{{fullurl:OEIS:{{{id}}}}} {{{id}}}] a l'OEIS). Per exemple;

Ω(1) = 0, ja que 1 no té cap factor primer
Ω(20) = Ω(2·2·5) = 3
Ω(4) = 2
Ω(27) = 3
Ω(144) = Ω(24 · 3²) = Ω(24) + Ω(3²) = 4 + 2 = 6
Ω(2,000) = Ω(24 · 53) = Ω(24) + Ω(53) = 4 + 3 = 7
Ω(2,001) = 3
Ω(2,002) = 4
Ω(2,003) = 1
Ω(54,032,858,972,279) = 3
Ω(54,032,858,972,302) = 6
Ω(20,802,650,704,327,415) = 7
Exemple de funcions aritmètiques que són additives però no completament additives són:
- ω(n), definida com el nombre total de factors primers de n diferents (successió [{{fullurl:OEIS:{{{id}}}}} {{{id}}}] a l'OEIS). Per exemple:

ω(4) = 1
ω(20) = ω(2²·5) = 2
ω(27) = 1
ω(144) = ω(24 · 3²) = ω(24) + ω(3²) = 1 + 1 = 2
ω(2,000) = ω(24 · 53) = ω(24) + ω(53) = 1 + 1 = 2
ω(2,001) = 3
ω(2,002) = 4
ω(2,003) = 1
ω(54,032,858,972,279) = 3
ω(54,032,858,972,302) = 5
ω(20,802,650,704,327,415) = 5
- a 1(n) - la suma dels nombres primers diferents que divideixen n, a vegades anomenat sopf(n) (successió [{{fullurl:OEIS:{{{id}}}}} {{{id}}}] a l'OEIS). Per exemple:

a1(1) = 0
a1(4) = 2
a1(20) = 2 + 5 = 7
a1(27) = 3
a1(144) = a1(24 · 3²) = a1(24) + a1(3²) = 2 + 3 = 5
a1(2,000) = a1(24 · 53) = a1(24) + a1(53) = 2 + 5 = 7
a1(2,001) = 55
a1(2,002) = 33
a1(2,003) = 2003
a1(54,032,858,972,279) = 1238665
a1(54,032,858,972,302) = 1780410
a1(20,802,650,704,327,415) = 1238677

## Funcions Multiplicatives
A partir de qualsevol funció additiva f (n) és fàcil de crear una funció multiplicativa relacionada g (n) és a dir amb la propietat que quan sigui que a i b són coprimers es té:
g(ab) = g(a) × g(b).
Un exemple és g (n) = 2f (n) .

## Per ampliar el tema
- Janko Brai funkcij d'aritmetinih Kolobar (Anell de funcions aritmètiques), (Estora Obzornik, fiz. 49 (2002) 4, pàg. 97-108)  (Msc (2000) 11A25)